# Horst von Usedom
Harald von Usedom (9 de março de 1906 - 14 de outubro de 1970) foi um oficial alemão que serviu durante a Segunda Guerra Mundial. Foi condecorado com a Cruz de Cavaleiro da Cruz de Ferro.

## Carreira

### Patentes
Generalmajor

### Condecorações
| Cruz de Ferro 2ª Classe                      |
| Cruz de Ferro 1ª Classe                      |
| Folhas de Carvalho 28 de março de 1945       |
| Cruz Germânica em Ouro 29 de janeiro de 1945 |